# Pulvinaria crassispina
Pulvinaria crassispina är en insektsart som beskrevs av Danzig 1967. Pulvinaria crassispina ingår i släktet Pulvinaria och familjen skålsköldlöss. Inga underarter finns listade i Catalogue of Life.